# Condylorrhiza zyphalis
Condylorrhiza zyphalis is een vlinder uit de familie van de grasmotten (Crambidae), uit de onderfamilie van de Spilomelinae. De wetenschappelijke naam van deze soort is voor het eerst voorgesteld als Pyrausta zyphalis door Pierre Viette in een publicatie uit 1958.
De spanwijdte varieert van 28 tot 30 millimeter. De lengte van de voorvleugel varieert van 13,5 tot 14,5 millimeter.

## Voorkomen
De soort komt voor op de eilanden Santo Antão (Kaapverdië), Aldabra (Seychellen), Madagaskar en Réunion.

## Waardplanten
Op Réunion is vastgesteld dat de rups van deze soort leeft op Homalium paniculatum, een soort van de wilgenfamilie (Salicaceae).